# كيه بي إن
كيه بي ان (بالكامل شركة كونينكليكي كيه بي ان ، وكذلك رويال كيه بي ان ) هي شركة للهواتف الأرضية والمحمولة في هولندا . بدأت كشركة اتصالات عامة ومقرها روتردام بهولندا.

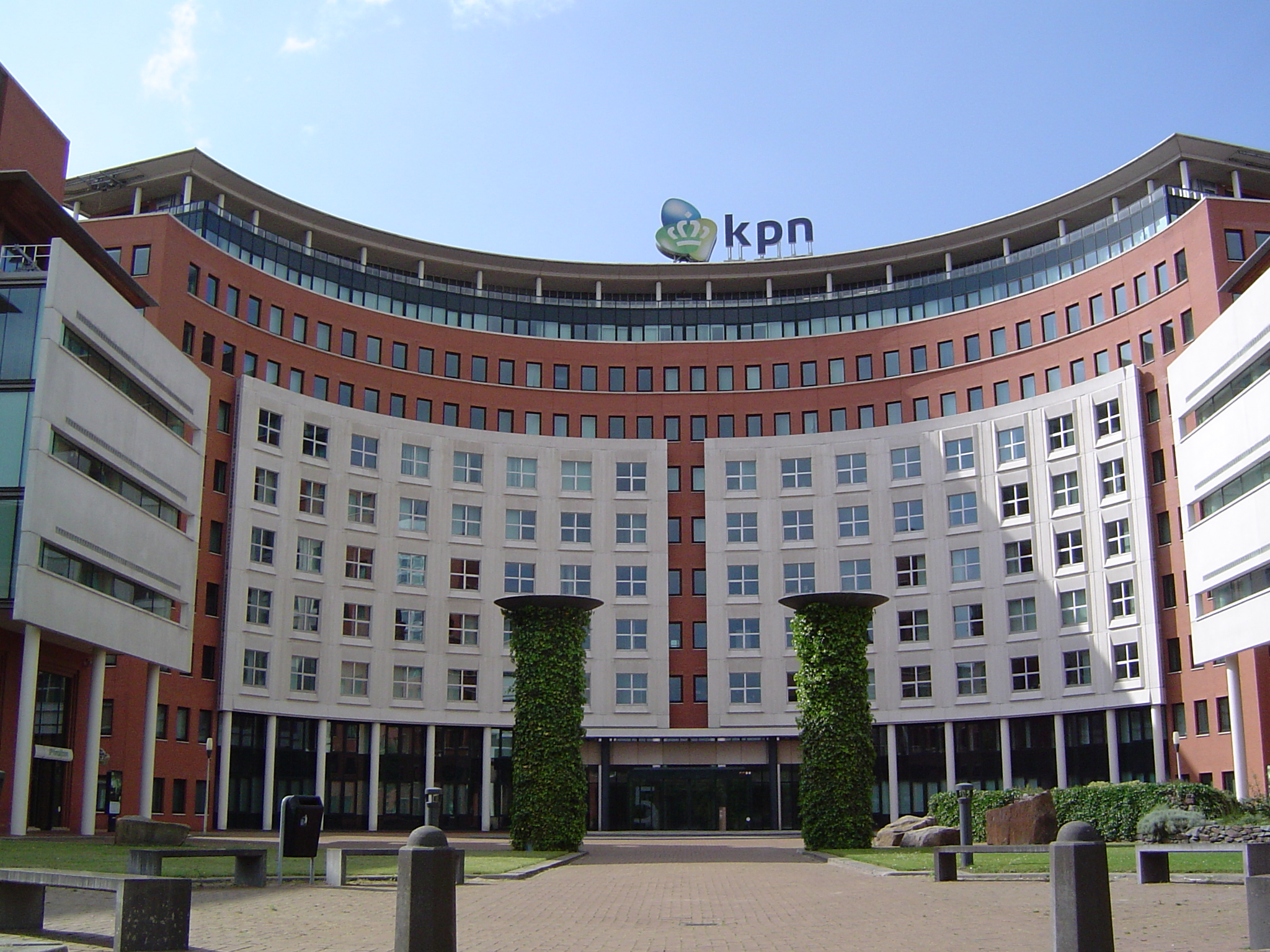
المكتب الرئيسي السابق KPN في لاهاي

## روابط خارجية
- الموقع الرسمي
- قائمة القنوات التلفزيونية على KPN Interactieve TV نسخة محفوظة 19 يوليو 2018 على موقع واي باك مشين.
- قائمة القنوات التلفزيونية على Digitenne نسخة محفوظة 19 يوليو 2018 على موقع واي باك مشين.